# Eva Carlsson
Eva Carlsson, född 27 januari 1956, är en svensk socialdemokratisk politiker, kommunalråd i Partille. Hon är ledamot i kommunfullmäktige, vice ordförande i kommunstyrelsen och är även med i KSAU (Kommunstyrelsens arbetsutskott).